# Xavier Zimbardo
Pour les articles homonymes, voir Zimbardo.
Xavier Zimbardo (né le 12 mars 1955 à Montmorency) est un photographe et écrivain français.

## Biographie
Il entreprend des études d'histoire et de géographie, et enseigne comme instituteur avant de se consacrer à la photographie en tant que reporter photographe indépendant à partir de 1989.
En 1991, une bourse de la Fondation Kodak Pathé lui permet de mener à bien Les Belles disparues. 
Ses images sont publiées dans de nombreux magazines (Airone, Camera International, Figaro-Magazine, Géo, Grands Reportages, L'Illustré, Libération, Merian, Paris Match, Photo, Photographers International, Science et Nature, Stern, Vis à vis International, VSD, Zoom, etc.). 
Il est aussi l'auteur de recherches photographiques personnelles où il s'attache, par une exploration intime et une mise à nu des détails de l'image photographique, à découvrir la part de mystère naissant de sa dégradation et de ses métamorphoses (Des coquelicots pour Caroline, Les Belles disparues, Femina et Umbra, La Rétine en révolte, Les Moines de poussière…). Sa série « La Rétine en révolte », où il explose à coups de marteau les négatifs de gros plans d'yeux de passants inconnus, constitue une véhémente protestation contre le terrorisme indiscriminé et la guerre impérialiste[Interprétation personnelle ?].
Il a réalisé en 2001 ses premières œuvres vidéo, Les Bambous et la Salamandre.
Depuis 2003, il s'est engagé dans des créations numériques (Voiles, Les Oracles du silence).
Il a publié une quinzaine de livres en Europe et aux États-Unis, India Holy Song, Les Belles Disparues, Monks of Dust, L’Odyssée du Belem, HOLI, fête de l’Amour et du Printemps, Made in Sarcelles - Belle comme le Monde... 
Ses œuvres sont conservées entre autres à la BNF, à la MEP Maison européenne de la photographie à Paris au Southeast Museum en Floride ou au Museum of Fine Arts de Houston, Texas.

## Publications et expositions primées
- Ladies, (coll. Cahiers d'Images, Contrejour, 1989)
- Élizabeth Foch, La Montagne des photographes, (Bordas-Contrejour, 1989) Prix Nadar 1990
- Xavier Zimbardo, (Catalogue d'exposition du Musée Niepce, 1992)  (ISBN 2903292868)
- Vietnam - Au pays des routes contraires, (éd. Peuples du Monde, 1994)
- Les Belles disparues, (éd. Natives, 1996)
- India Holy Song, (Rizzoli, New York, 2000)  (ISBN 0847822915)
- Les Moines de poussière, nomination au Prix SCAM, Paris (2001)
- Monks of Dust - The Holy Men of Mount Athos, (Rizzoli, New York, 2001)
- Xavier Zimbardo - Photographies, (BNF, Paris, 2002)
- Cuba Mi Amor, (Rizzoli, New York, décembre 2002)
- L'Odyssée du Belem, (Gallimard, Paris, 2002)
- Living in the Mount Athos, (ΒιΒλιοραμα, Athènes, 2003)
- Visage de paix, (Hommes de Parole, Genève, 2006)
- Holi, Fête de l'Amour et du Printemps, (Images en Manœuvres Éditions, Marseille, 2007)
- Made in Sarcelles, Belle comme le monde, (Images en Manœuvres Éditions, Marseille, 2007)

## Sources
- Jean-Claude Lemagny (Conservateur général au Cabinet des estampes et de la photographie, Bibliothèque nationale de France), Zimbardo, la rétine en révolte